# Mecatlán de las Flores
Mecatlán de las Flores är en ort i Mexiko.   Den ligger i kommunen Xicotepec och delstaten Puebla, i den sydöstra delen av landet, 150 km nordost om huvudstaden Mexico City. Mecatlán de las Flores ligger 854 meter över havet och antalet invånare är 379.
Terrängen runt Mecatlán de las Flores är kuperad åt sydost, men åt nordväst är den bergig. Runt Mecatlán de las Flores är det ganska tätbefolkat, med 149 invånare per kvadratkilometer. Närmaste större samhälle är Xicotepec de Juárez, 4,3 km nordväst om Mecatlán de las Flores. I omgivningarna runt Mecatlán de las Flores växer i huvudsak städsegrön lövskog.